# نظام برمجي
نظام البرامج (software system) هو نظام مبني على البرامج مكونة نظام حاسوب (مجموعة من العتاد والبرامج). يستخدم مصطلح «نظام البرامج» كمرادف لبرامج الحاسوب أو البرمجيات، والمتعلقة بتطبيقات نهج نظرية الأنظمة وسياق هندسة البرمجيات وتستخدم لدراسة برامج كبيرة ومعقدة، لانه يركز على العناصر الأساسية للبرامج وتفاعلاتها، وتتعلق أيضاً بمجال هندسة البرمجيات.
نظام البرمجيات هي منطقة نشطة للبحوث عن المجموعات المهتمة بهندسة البرمجيات بشكل خاص وهندسة الأنظمة بشكل عام.

## التصنيفات
التصنيفات الأساسية للأنظمة البرمجيات تتضمن برمجيات تطبيقية، برمجة البرامج وبرمجيات النظام, مع ان التميز يكون صعبا أحياناً. أمثلة على أنظمة البرامج تتظمن نظام حجز إلكتروني, برنامج مراقبة جوية، القيادة العسكرية وأنظمة التحكم، شبكات الاتصالات السلكية واللاسلكية، متصفحات الويب، نظام إدارة المحتوى، نظام إدارة قواعد البيانات، نظم خبيرة، جداول ممتدة، نظرية المبرهن، أنظمة ويندوز، معالج كلمات, ألخ.

## وصلات خارجية
- مجلة النظم والبرامج نشر من قبل إلزفير